# Lampetra morii
Lampetra morii är en ryggsträngsdjursart som beskrevs av Berg 1931. Lampetra morii ingår i släktet Lampetra och familjen nejonögon. Inga underarter finns listade i Catalogue of Life.